# Turbonilla tolteca
Turbonilla tolteca är en snäckart som beskrevs av Baker, Hanna och Strong 1928. Turbonilla tolteca ingår i släktet Turbonilla och familjen Pyramidellidae. Inga underarter finns listade i Catalogue of Life.